# Ben Mafani
Ben Mafani est un activiste sud-africain du Cap-Oriental et membre du Mouvement des chômeurs sud-africains (en).

## Activisme
En 1979, Mafani est arrêté alors qu'il mène  la résistance contre un déplacement forcé à Coega, près de Port Elizabeth où les gens sont  déplacés de force vers Glenmore, dans l'ancien bantoustan connu sous le nom de Ciskei . Un certain nombre de personnes sont mortes peu après le déplacement forcé, en raison des conditions de vie à Glenmore, y compris la femme de Mafani et ses trois enfants .
Après l'apartheid, il écrit de nombreuses lettres aux autorités pour demander une restitution pour le déplacement forcé. Lorsque ces dernières  sont ignorées, il jette  trois pierres peintes  à travers la fenêtre de la Haute Cour de Grahamstown en 2004 et 2007  et à nouveau en 2012. Il est  reconnu coupable d'avoir brisé des vitres par la Haute Cour à trois reprises  où il passe plusieurs séjours en prison . Il  tente également , sans succès jusqu'à présent, d'obtenir réparation par l'intermédiaire des tribunaux . Il est surnommé « le Mandela de Glenmore ».

## Note et références

### Note
- (en) Cet article est partiellement ou en totalité issu de l’article de Wikipédia en anglais intitulé « Ben Mafani » (voir la liste des auteurs).